# ISO 3166-2:VU
ISO 3166-2:VU is een ISO-standaard met betrekking tot de zogenaamde geocodes. Het is een subset van de ISO 3166-2 tabel, die specifiek betrekking heeft op Vanuatu.
Voor Vanuatu worden hiermee de 6 provincies gedefinieerd.
Volgens de eerste set, ISO 3166-1, staat VU voor Vanuatu, het tweede gedeelte is een drieletterige code.

## Codes
| Code   | Naam    |
| ------ | ------- |
| VU-MAP | Malampa |
| VU-PAM | Pénama  |
| VU-SAM | Sanma   |
| VU-SEE | Shéfa   |
| VU-TAE | Taféa   |
| VU-TOB | Torba   |